# Dungeon Family
Dungeon Family es un colectivo de hip-hop, R&B y soul, con base en Atlanta, Georgia, y especializado en el southern rap, con influencias de heavy funk y soul. Rico Wade, Sleepy Brown y Ray Murray forman el grupo de producción y composición de canciones Organized Noise. Ellos han producido varios éxitos de miembros de Dungeon Family, como Outkast y Goodie MOb, y también a otros artistas como TLC y En Vogue.
El colectivo entero solo fue juntado una vez (excepto algunos artistas de la 2ª generación), para la grabación del álbum Even In Darkness, en 2001. 

## Miembros

### 1.ª generación
- Organized Noise
  - Rico Wade
  - Sleepy Brown
  - Ray Murray
- OutKast
  - André 3000
  - Big Boi
  - Mr. DJ
- Goodie Mob
  - Big Gipp
  - T-Mo
  - Cee-Lo
  - Khujo Goodie
- Joi
- Witchdoctor
- Backbone (Mr. Fat Face)
- Big Rube
- Cool Breeze
- Society of Soul
- Lil' Will - single "Looking For Nikki"
- P.A. (Parental Advisory)
  - Mello
  - K.P.
  - Big Reese

### 2ª Generación
- Killer Mike
- Slimm Cutta Calhoun & The Calhouns
- Konkrete
  - C-Bone
  - Lil' Brotha
  - Supa Nate
- Da Connect
  - ChamDon
  - G-Rock
  - C-Smooth
  - Blvd. International
  - Infinique
  - Meathead (posteriormente conocido como Future)
  - Rico Wade
- Dungeon East
  - KED
  - Mill Gates
  - J. Pesci
  - C Syck
  - Ray Murray
- Bubba Sparxxx
- Roscoe Dash
- Scar

## Discografía

### Álbumes
- 2001: Even In Darkness

### Singles
- 2001: "Trans DF Express"